# First of the Year (Equinox)
«First of the Year (Equinox)» (pronunciado [fɜːst ɒv ðə jɪə (ˈiːkwɪnɒks)]ⓘ en inglés estadounidense) es un sencillo del productor y disc-jockey estadounidense Skrillex. Es el primer sencillo y track del extended play More Monsters and Sprites, lanzado el 7 de junio de 2011. Este es reconocida principalmente por su videoclip, dirigido por Tony T. Datis y publicado el 17 de agosto de 2011. Este obtuvo nominaciones en los Premios Grammy —a mejor vídeo musical— y en los MTV Video Music Awards —a mejor videoclip electronic dance y a mejores efectos visuales—. 

## Historia

### Lanzamiento
«First of the Year (Equinox)» fue publicado en YouTube el 9 de junio de 2011. En 2 meses, este consiguió superar las 2 000 000 de reproducciones, número que, para febebro de 2012, aumentó a 10 400 000. La canción hizo aparición en el primer episodio de la octava temporada de Beavis and Butt-Head, titulado «Werewolves of Highland».

### Video musical
El 17 de agosto de 2011 fue publicado el videoclip de la canción «First of the Year (Equinox)» a través del canal oficial de Skrillex en YouTube. Trata sobre un pederasta que persigue a una niña a un sótano con intenciones de sedarla y, posteriormente violarla. Sin embargo, este descubre que esa niña es un demonio con poderes sobrenaturales y termina siendo atacado y asesinado por este. El vídeo de «First of the Year (Equinox)» es un homenaje al videoclip de la canción «Come to Daddy» de Aphex Twin. En los primeros 3 días, el vídeo consiguió 200 000 visitas, número que subió a 40 000 000 para marzo del siguiente año. En enero de 2013, el videoclip superó las 100 000 000 de visitas.

#### Créditos
El vídeo fue dirigido por el parisino Tony T. Datis —perteneciente a la empresa HK Corp—. Fue protagonizado por el actor francés Edouard Audouin —en el papel pedófilo— y Emma Gitlis —en el papel de la niña—. Este contó además con la presencia de Sylvain Séchet como director de fotografía, Benjamin Groussin como operador de cámara, Emanuel Reveillere como diseñador de producción, Joseph Perreau como utilero, Guillaume Chapeleau como supervisor de efectos de sonido, Julien Deka como colorista y Marco Casanova como diseñador de sonido. Los efectos visuales fueron obra de la empresa Deka Brothers en colaboración con Datis.

#### Legado y reconocimientos
En la lista de Billboard sobre los 100 mejores videos musicales de la década de 2010 —realizada el 26 de noviembre de 2019—, «First of the Year (Equinox)» hizo aparición en el 64.° puesto. Kat Bein dijo que este «aún mantiene su oscuro atractivo ocho años después de su lanzamiento».

## Recepción

### Ventas y certificaciones
La canción «First of the Year (Equinox)» recibió certificación IFPI —International Federation of the Phonographic Industry— platino por superar las 30 000 en Dinamarca. El 12 de enero de 2015, recibió certificación RIAA platino por lograr 1 000 000 de ventas en Estados Unidos. El 17 de diciembre de ese mismo año, la canción recibió certificación AMPROFON —Asociación Mexicana de Productores de Fonogramas y Videogramas— por lograr 30 000 ventas en México.
| País           | Organismo certificador | Certificación | Ventas certificadas | Ref.   |
| -------------- | ---------------------- | ------------- | ------------------- | ------ |
| Dinamarca      | IFPI                   | Platino       | 30 000              | [ 14 ] |
| Estados Unidos | RIAA                   | Platino       | 1 000 000           | [ 15 ] |
| México         | AMPROFON               | Oro           | 30 000              | [ 16 ] |

## Premios y nominaciones

### Premios Grammy
En los Premios Grammy de 2012 —ceremonia realizada el 12 de febrero—, el videoclip de «First of the Year (Equinox)» fue nominado a mejor vídeo musical. En dicho evento, Skrillex perdió en esa categoría contra «Rolling in the Deep» de Adele.
| Año  | Nominación                    | Categoría           | Resultado | Ref.   |
| ---- | ----------------------------- | ------------------- | --------- | ------ |
| 2012 | «First of the Year (Equinox)» | Mejor vídeo musical | Nominado  | [ 17 ] |

### MTV Video Music Awards
En los MTV Video Music Awards 2012 —ceremonia realizada el 6 de septiembre—, el videoclip «First of the Year (Equinox)» fue nominado a mejor videoclip electronic dance y a mejores efectos visuales. En dicho evento, solo ganó en la categoría mejores efectos visuales, mientras que el premio a mejor videoclip electronic dance fue para el videoclip de la canción «Feel So Close» de Calvin Harris.
| Año  | Nominación                    | Categoría                        | Resultado | Ref.   |
| ---- | ----------------------------- | -------------------------------- | --------- | ------ |
| 2012 | «First of the Year (Equinox)» | Mejor videoclip electronic dance | Nominado  | [ 21 ] |
| 2012 | «First of the Year (Equinox)» | Mejores efectos visuales         | Ganador   | [ 21 ] |

## Listado de canciones
- Sencillo

| N.º | Título                        | Escritor(es) | Productor(es)        | Duración |  |
| 1.  | «First of the Year» (Equinox) | Sonny Moore  | Skrillex Masterpiece | 4:21     |  |

## Posicionamiento en listas
| País           | Lista                   | Posición | Semanas | Ref.   |
| -------------- | ----------------------- | -------- | ------- | ------ |
| Bélgica        | Dance Bubbling Under    | 2        | 3       | [ 22 ] |
| Bélgica        | Ultratip Bubbling Under | 7        | 6       | [ 22 ] |
| Noruega        | VG-lista                | 14       | 7       | [ 23 ] |
| Suecia         | Sverigetopplistan       | 19       | 33      | [ 24 ] |
| Estados Unidos | Billboard Hot 100       | 85       | 3       | [ 25 ] |
| Francia        | SNEP Top 200            | 187      | 3       | [ 26 ] |

| Año  | País   | Lista                              | Posición | Ref.   |
| ---- | ------ | ---------------------------------- | -------- | ------ |
| 2011 | Suecia | Sverigetopplistan Årslista Singlar | 83       | [ 27 ] |
| 2012 | Suecia | Sverigetopplistan Årslista Singlar | 74       | [ 28 ] |